# Sergi Campillo Fernández
Sergi Campillo Fernández   (Benimaclet (barri), 8 de desembre de 1978) és un científic i polític valencià. Regidor de l'Ajuntament de València des de 2015 per Compromís.
Llicenciat en biologia per la Universitat de València (2001), ha treballat com a investigadors científic (en règim de becari, ajudant i tècnic) en diverses institucions científiques de la universitat i la Generalitat Valenciana, així com també en empreses privades, tot i que mitjançant beques estatals. L'any 2009, Campillo es va doctorar en biologia amb qualificació Cum laude, també a la Universitat de València.
Campillo, declarat obertament homosexual, ha estat activista a través de moviments socials i és soci d'associacions de "drets humans, ecologistes i de consum responsable", definint-se com a "activista per la diversitat sexual, de gènere i familiar".
Va començar a militar a Iniciativa del Poble Valencià (IdPV) des dels inicis del partit el 2007. Ja a l'any 2011, Campillo fa el salt a la política activa amb el seu primer càrrec públic com a assessor del grup municipal de Compromís per València, coalició on s'integra IdPV. El 2015 forma part de les llistes de la coalició a les eleccions municipals, obtenint l'acta de regidor i esdevenint 4t tinent d'alcalde i "regidor de govern interior i Devesa-Albufera" en ser nomenat per l'alcalde Joan Ribó. Després de les eleccions municipals de 2019, Campillo renovà la seua acta al consistori i el seu lloc al govern municipal, passant a ser el segon tinent d'alcalde. El 12 de juliol de 2019, l'alcalde Joan Ribó va nomenar a Sergi Campillo Vicealcalde de València juntament amb Sandra Gómez López.
Va renovar l'acta de regidor a les eleccions de 2023 però amb el canvi de govern, ara presidit per Maria José Català (Partit Popular), Campillo va esdevenir regidor de l'oposició. L'octubre de 2023 va anunciar la seua baixa d'IdPV degut a les desavinences amb la direcció del partit, i es va mantindre com a independent dins de Compromís.